# Laurian Gabor
Laurian Gabor a fost primar al municipiului Cluj în perioada 1 ianuarie - 13 februarie 1938).